# Río Coyolate
El río Coyolate es un corto río costero del suroccidente de Guatemala con una longitud de 155 km. Nace en la Sierra Madre, en el departamento de Chimaltenango y discurre en dirección del sur, atravesando la planicie costera en los departamentos de Suchitepéquez y Escuintla para desembocar en el océano Pacífico. La cuenca del Coyolate tiene una superficie de 1648 km².